# Krzyżyk
Krzyżyk (♯) – znak chromatyczny w notacji muzycznej. Krzyżyk podwyższa wysokość dźwięku o pół tonu.

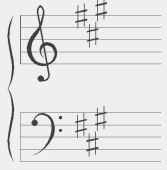
Krzyżyki jako znaki przykluczowe - oznaczenie tonacji A-dur (lub fis-moll)

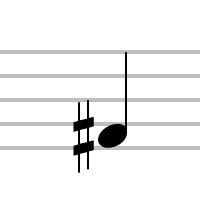
Krzyżyk jako znak przygodny

Jeżeli jest umieszczony bezpośrednio za kluczem, podwyższa wszystkie dźwięki leżące na tej wysokości w obrębie całego utworu.
Prawidłowa kolejność zamieszczania krzyżyków przy kluczach to: fis, cis, gis, dis, ais, eis, his; zawsze odległość między kolejno pojawiającymi się krzyżykami wynosi kwintę (dokładnie: kwintę czystą) budowaną w kierunku wznoszącym. Kolejność ta wiąże się z kołem kwintowym. 
W notacji stosowany jest również podwójny krzyżyk: zapisywany jako  (x, rzadziej jako dwa krzyżyki obok siebie) podwyższający dźwięk o dwa półtony (po zamianie enharmonicznej dźwięków jest to cały ton). Jest stosowany zamiast sąsiedniego dźwięku gamowłaściwego, jeśli wynika to z powiązań harmonicznych, zwłaszcza w harmonii klasycznej. 
Jeżeli krzyżyk umieszczony jest bezpośrednio przed nutą, podwyższa dźwięk przypisany tej nucie i wszystkim kolejnym o tej samej wysokości w obrębie całego taktu.
Działanie krzyżyka może być znoszone kasownikiem. 
Symbolu krzyżyka nie należy mylić z symbolem #. W Unicode znak krzyżyka ♯ ma kod (U+266F) i znajduje się w grupie Inne Symbole (ang. Miscellaneous Symbols); jego encja HTML to&#9839;